# Antrocaryon klaineanum
Antrocaryon klaineanum là một loài thực vật có hoa trong họ Đào lộn hột. Loài này được Pierre mô tả khoa học đầu tiên năm 1898.